# Мангалур
Мангалу́р, Мангалу́ру — город в индийском штате Карнатака, главный порт Карнатаки. Расположен в 350 км к западу от столицы штата, Бангалора, на Малабарском побережье Аравийского моря у подножия Западных Гхат. Административный центр округа Дакшина-Каннада (ранее Южная Каннада) на юго-западе Карнатаки. C нетронутыми пляжами, широкими дорогами и тихими районами Мангалур признан 8-м самым чистым городом Индии. Мангалур входит в 13 лучших городов для ведения бизнеса в Индии и 2-м в Карнатаке (после Бангалора).
На порт Мангалура приходится 75 % экспорта кофе и большая часть экспорта кешью.
Мангалур — многонациональный город. Основными языками являются тулу, конкани, каннада и биари. Это крупнейший город региона Тулу-Наду.

## Этимология
Мангалур назван в честь местного индуистского божества Мангаладеви, главное божество храма Мангаладеви. Мангаладеви также является синонимом Тары в направлении буддизма ваджраяна. Согласно местной легенде, Матсиендранат, основатель традиции натха, прибыл в эту область вместе с принцессой из Кералы по имени Паримала или Премаладеви. Сделав её своей последовательницей, Матсиендранат нарёк её Мангаладеви. После её смерти в её честь был освящён храм Мангаладеви в Боларе. Суффикс уру в название города (Мангалуру) означает посёлок или город.
Одно из первых упоминаний города относится к 715 году, когда он был упомянут правителем государства Пандья Четтианом под названием «Мангалапурам». В 14-м веке арабский путешественник Ибн Баттута в своих записях упоминал Мангалур под названием Манджарур. После оккупации города в 1799 году британцами официальным вариантом названия города стало Мангалор.
Народы, проживающие в городе, называют город по-разному. На языке тулу город называется Кудла, что означает место соединения, отсылая к расположению города у места слияния рек Нетравати и Гурупура. На конкани Мангалур называется Кодиал. Название города на языке бири звучит как Майкала, что означает древесный уголь, отсылая к производству древесного угля на берегах реки Нетравати.

## История

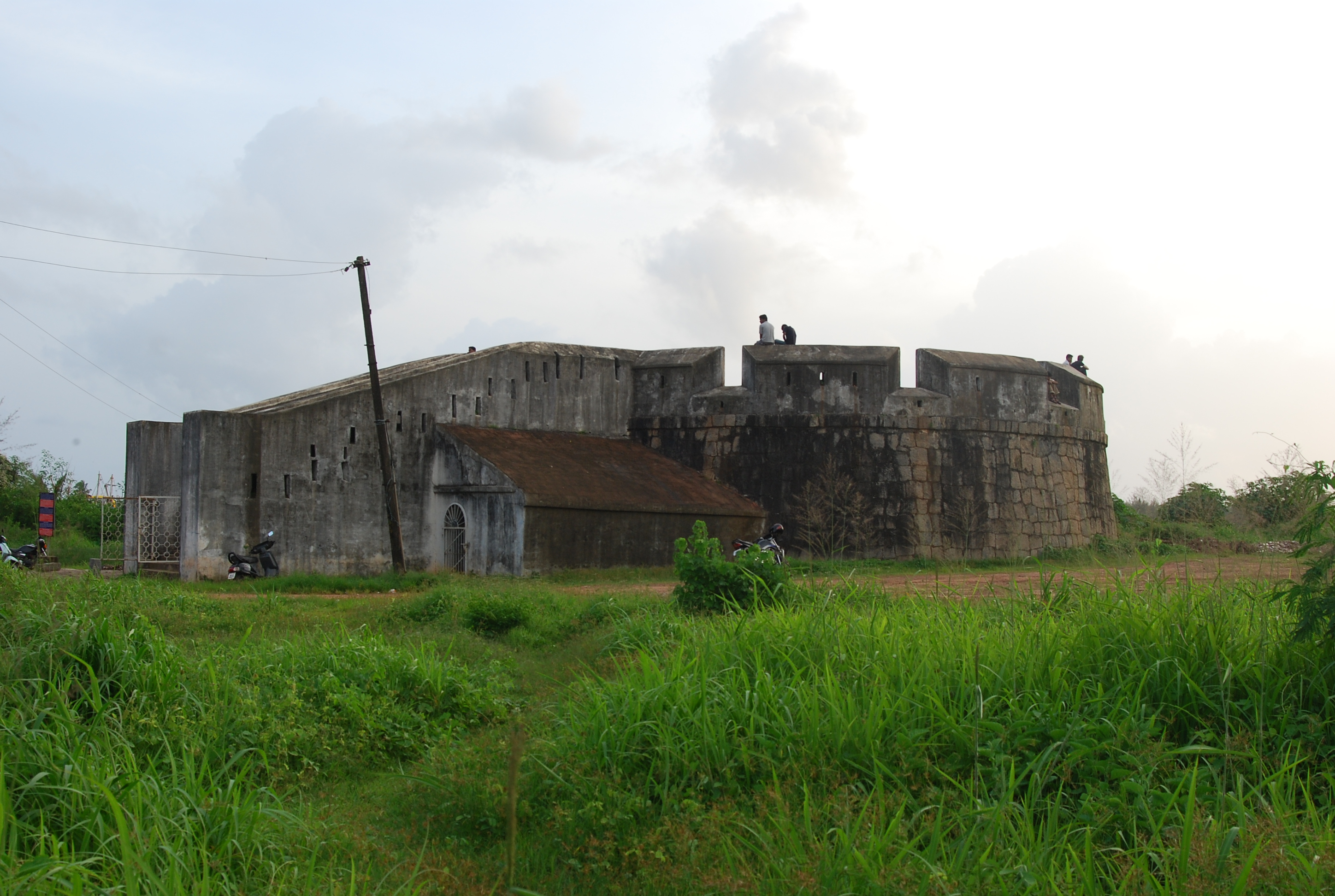
Батарея Султана, построена султаном Типу в 1794 году при входе в устье реки Гурупура в целях защиты от британцев

Согласно эпосу Рамаяна этим регионом управлял сам Рама. Согласно эпосу Махабхарата, областью управлял младший из Пандавов Сахадева. Регион также посещал Арджуна, герой Махабхараты во время путешествия из Гокарны В Адур, деревню близ Касарагода. Мангалур упоминался греческим монахом Козьмой Индикопловом (6-й век н. э.) под названием Мангарут. Римский историк Плиний Старший, неоднократно упоминал Мангалур под названием Нитриас. Греческий историк Птолемей упоминал город под названием Нитра и Манагур. Отсылки Птолемея и Плиния Старшего возможно отсылают к реке Нетравати, в устье которой расположен Мангалур.

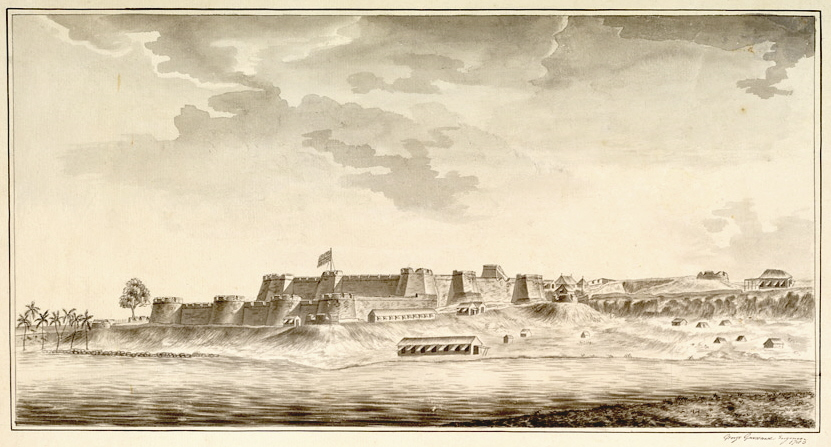
Форт Мангалор, 1783 год, после взятия Британской Ост-Индской компании

В третьем веке до н. э. город являлся частью империи Маурьев. В это время регион был известен под названием Сатхья (Шантика). Со второго по шестой век н. э. городом управляли правители из династии Кадамба. C 567 по 1325 год Мангулуром управляли правители из местной династии Алупа. Алупы управляли городом в качестве вассалов более крупных местных государств, таких как Чалукья, Раштракутов и Хойсалы. Мангалапура (Мангалур) был столицей княжества Алупа вплоть до 14-го века. Макокканский путешественник Ибн Баттута, посетивший город в 1342 году, упоминал Мангалур под названием Манджуран. К 1345 году контроль над регионом установила Виджаянагарская империя Позднее, городом управляли князья-джайны как вассалы Виджанаягарской империи. В 1448 году Мангалур посетил Абдул Разак, персидский посол Султан Шах Руха из Самарканда. В 1498 году Мангалур посетил португальский путешественник Васко да Гама.
В 1498 году Мангалур посетил португальский путешественник Васко да Гама. В 1526 году Мангалур захватил губернатор Португальской Индии Лопу Важ де Сампаю. В 1640 году контроль над городом установили Келади Наяки, вытеснившие португальцев и управлявшие городом вплоть до 1762 года. Португальцы при этом сохранили за собой право поддерживать торговые отношения с городом. В 1695 году город был подожжён арабами, соперничавшими с португальцами в торговле.
В 1763 году Мангалур завоевал Хайдер Али, фактический правитель Майсора, удерживавший контроль над городом до 1767 года. С 1767 по 1783 год Мангалур управлялся Британской Ост-Индской компании, однако в 1783 году контроль над городом восстановил сын Хайдера Али Типу Султан, переименовавший его в Джалаабад. После поражения Типу Султана в результате Четвёртой Англо-Майсорской войны Ост-Индская компания вновь установила контроль над городом, который стал административный центром округа Канара в составе Мадрасского президентства.

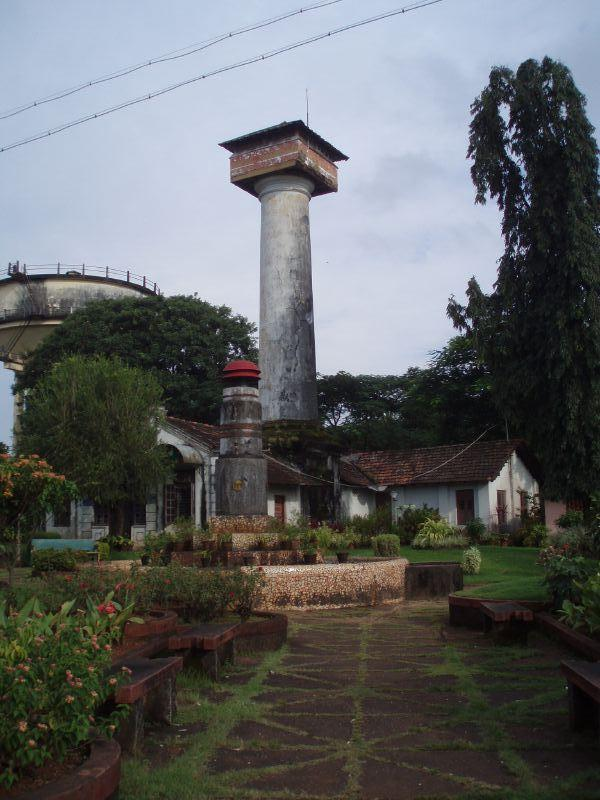
Башня Лайт Хауз Хилл. Использовалась в качестве сторожевой башни британскими моряками

Во времена британского правления Мангалур сохранил значение важного торгового центра. Открытие немецкой лютеранской миссии в городе в 1834 году способствовало открытию в городе новых хлопчатобумажных мануфактур и развитию производства кафеля. После разделения в 1860 году округа Канара на Южную и Северную Канару Мангалур остался административным центром Южной Канары. 23 мая 1866 года был образован муниципальный совет Мангалура. Открытие в 1907 году железнодорожной ветки в Мангалур укрепило значение города в качестве важного торгового центра и транспортного узла.
В результате реорганизации штатов 1956 года Мангалур вошёл в состав штата Майсур (ныне Карнатака). 4 мая 1974 году был открыт новый порт Мангалура.

## Физико-географическая характеристика
Средняя высота над уровнем моря — 22 м. Мангалур расположен на западном побережье Индии и ограничен Аравийским морем с запада и Западными Гхатами с востока. Площадь города — 200 км². Для Мангалура характерны ветра от умеренных до сильных днём и лёгкий бриз в ночное время. Город расположен на прибрежной равнине шириной до 30 км, постепенно переходящей в предгорья Западных Гхат.

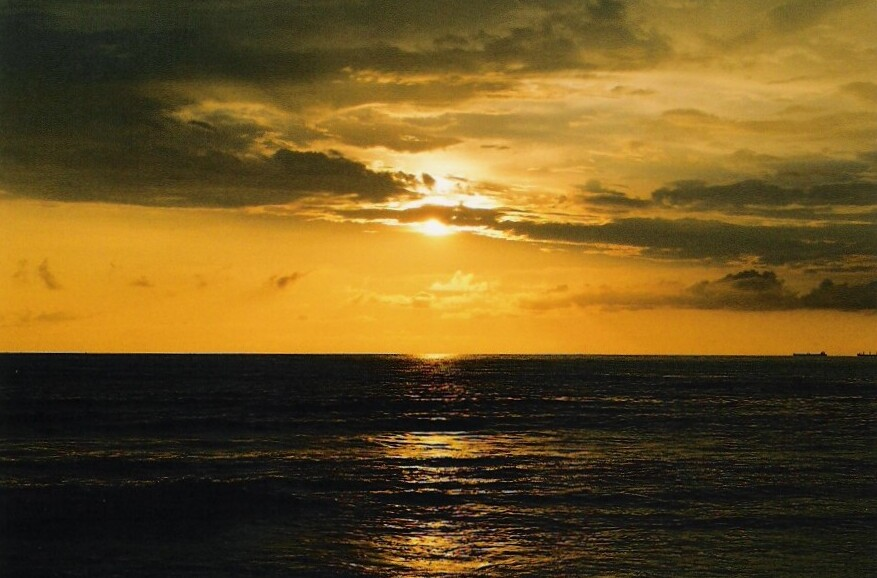
Закат на пляже Панамбур

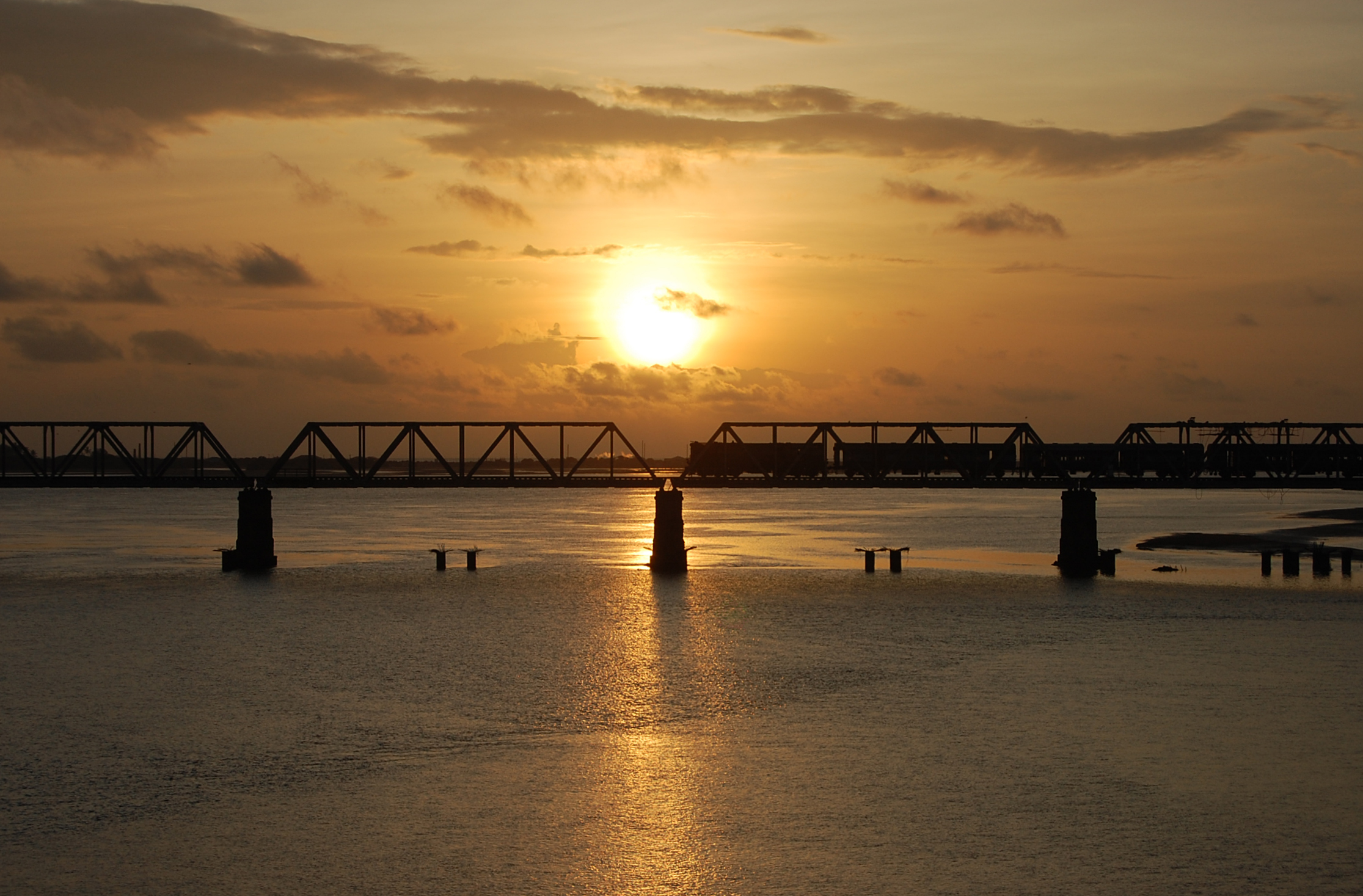
Мост Уллал, Мангалуру

Мангалур расположен в устье рек Нетравати и Гурупура. Река Гурупура ограничивает город с севера, Нетравати — с юга. Реки образуют совместный эстуарий, начинающийся в юго-западной части города, связывающий город с Аравийским морем. Вдоль береговой линии города протянулись пляжи Мукка, Панамбур, Таннирбави, Сураткал и Сомешвара.
Климат
Согласно классификации климатов Кёппена климат Мангалура тропический муссонный климат. На город влияют юго-западные муссоны с Аравийского моря. Они приносят около 95 % общей нормы осадков в течение муссонного периода с мая по октябрь. Сухой сезон длится с декабря по март The annual precipitation in Mangalore is 3479 миллиметров (137 ″). Средняя влажность — около 75 %. Средняя максимальная относительная влажность воздуха достигает 93 % в июле и минимальная — 56 % в январе.
| Показатель                    | Янв. | Фев. | Март | Апр. | Май   | Июнь   | Июль   | Авг.  | Сен.  | Окт.  | Нояб. | Дек. | Год    |
| ----------------------------- | ---- | ---- | ---- | ---- | ----- | ------ | ------ | ----- | ----- | ----- | ----- | ---- | ------ |
| Абсолютный максимум, °C       | 36,6 | 38,2 | 39,8 | 37,8 | 38,0  | 36,4   | 33,3   | 33,3  | 35,4  | 35,2  | 36,6  | 35,8 | 39,8   |
| Средний суточный максимум, °C | 32,8 | 33,0 | 33,5 | 34,0 | 33,3  | 29,7   | 28,2   | 28,4  | 29,5  | 30,9  | 32,3  | 32,8 | 31,5   |
| Средний суточный минимум, °C  | 20,8 | 21,8 | 23,6 | 25,0 | 25,1  | 23,4   | 22,9   | 23,0  | 23,1  | 23,1  | 23,4  | 21,2 | 23,0   |
| Абсолютный минимум, °C        | 16,1 | 17,3 | 18,8 | 19,7 | 20,4  | 20,5   | 19,8   | 19,4  | 20,2  | 19,1  | 15,9  | 16,1 | 15,9   |
| Норма осадков, мм             | 1,1  | 0,2  | 2,9  | 24,4 | 183,2 | 1027,2 | 1200,4 | 787,3 | 292,1 | 190,8 | 70,9  | 16,4 | 3796,9 |
| Источник:                     |      |      |      |      |       |        |        |       |       |       |       |      |        |

## Население

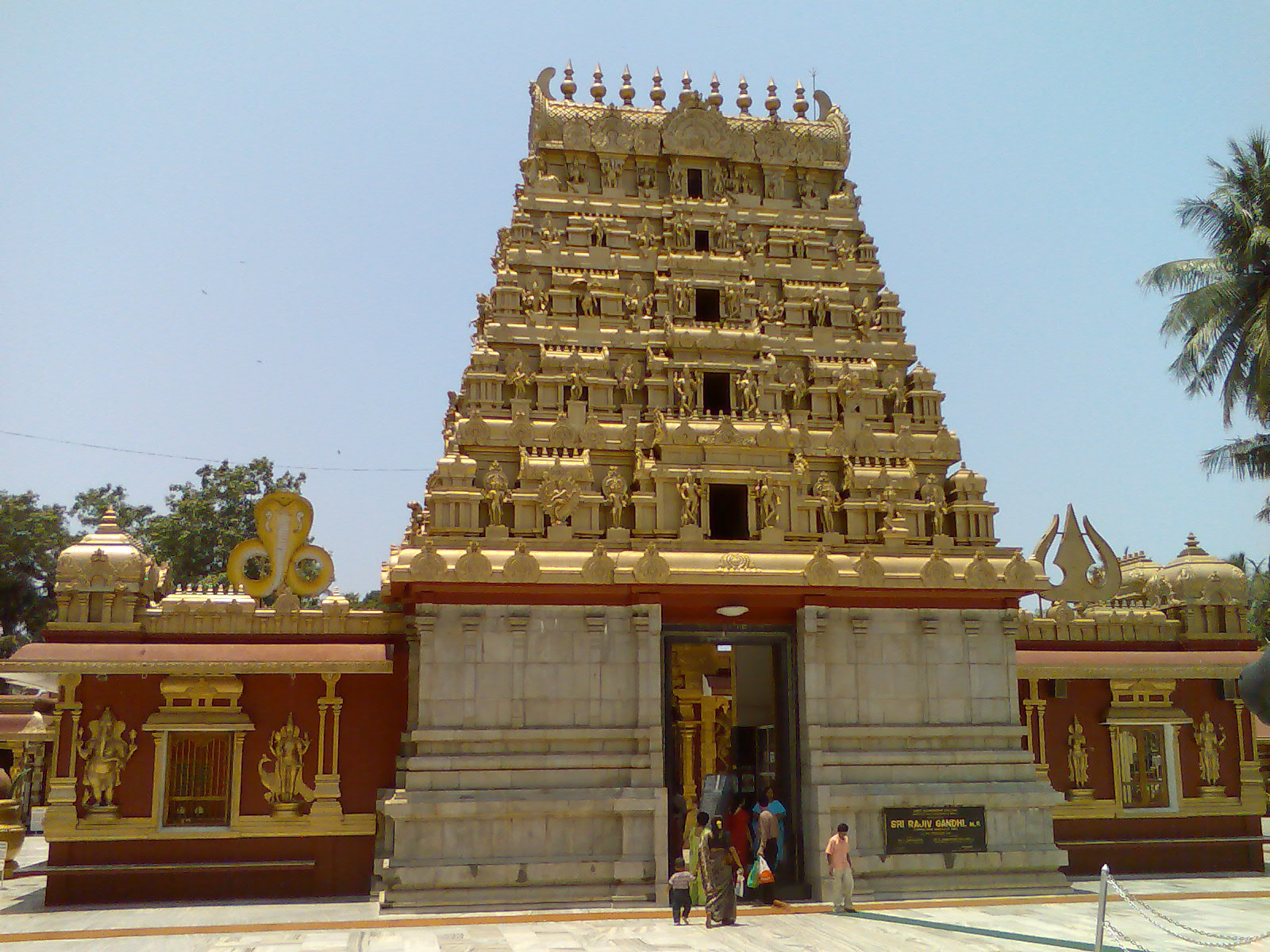
Храм Гокарнатхешвара

Численность населения Мангалура — 484 785 человек согласно данным переписи населения Индии 2011 года. Население городской агломерации — 619,664, из них 240 651 мужчина и 244 134 женщины. Уровень грамотности 94,03 %. 8,5 % населения составляют дети в возрасте до шести лет.
4 главных языка Мангалура — тулу, конкани, каннада и бири; родным языком большинства населения является тулу. Также в городе распространены малаялам, хинди, урду и английский.
Крупнейшей религией по числу последователей является индуизм. Также в городе проживают христиане (католики и протестанты), мусульмане (крупнейшая община среди других городов Карнатаки). Кроме того, в городе проживают джайны.

## Экономика
В городе развито производство черепицы, переработка кофе и прочего сельскохозяйственного сырья, действует завод химических удобрений. Порт Мангалора — основной в экспорте кофе, кешью, чая, сандалового дерева. В городе функционирует крупная фондовая биржа.

## Породнённые города
- Гамильтон, Онтарио, Канада[54] 1968[55]
- Дельта, Британская Колумбия, Канада[56][57][58] 2010[58]

## Известные жители и уроженцы
Из уроженцев города наиболее всего известна Айшвария Рай.
- Рау, Бенегал Нарсинг (1887—1953) — индийский юрист, дипломатический и государственный деятель.

## Галерея

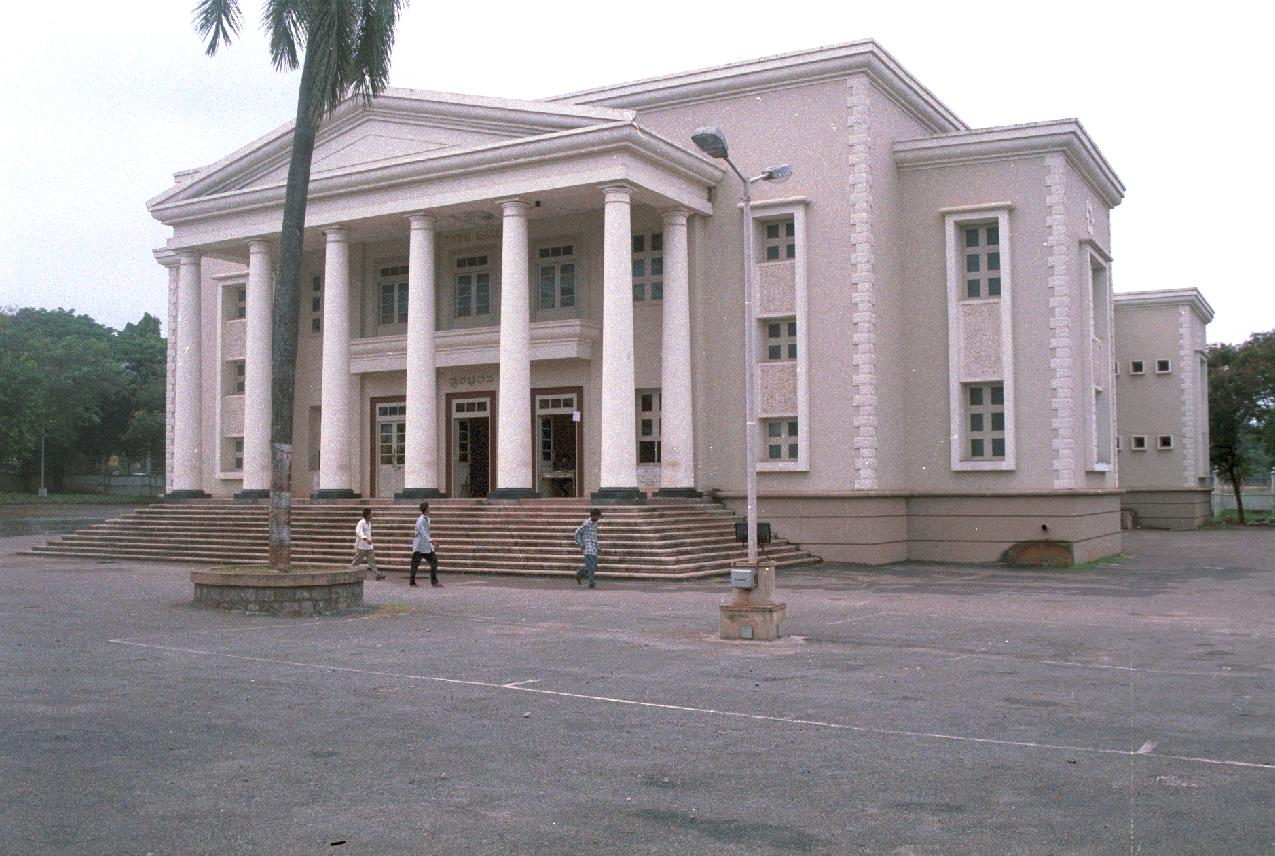
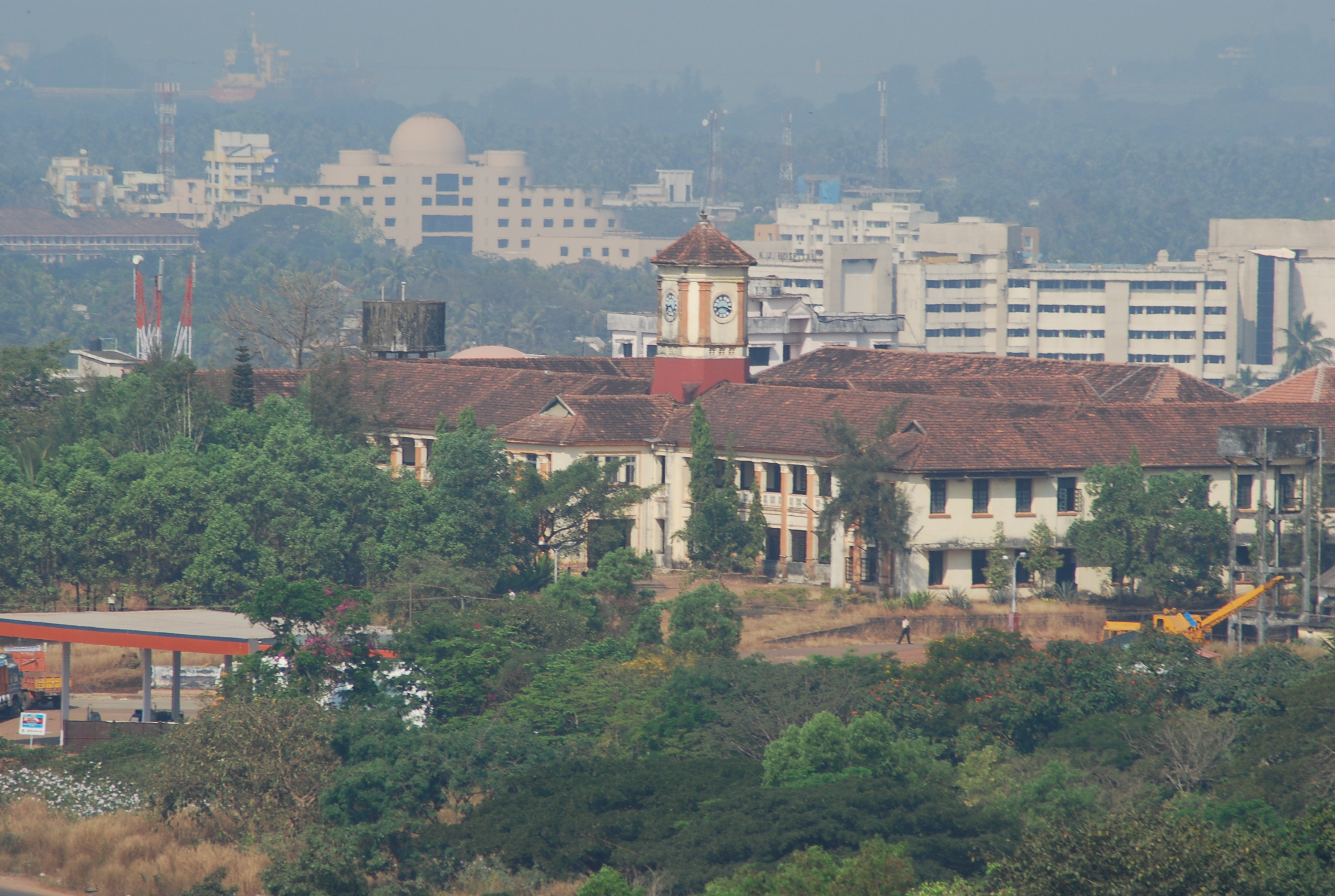